# 新田镇 (陆河县)
新田镇，是中华人民共和国广东省汕尾市陆河县下辖的一个乡镇级行政单位。

## 行政区划
新田镇下辖以下地区：
新田社区、新田村、麻地村、屯寨村、田心村、陂坑村、参城村、湖坑村、激石溪村、横陇村、新村、北山村、联新村和联安村。